# Kağıthane
Kağıthane és un districte d'Istanbul, Turquia, situat en la part europea de la ciutat.

## Història
En l'època de Solimà I el Magnífic, la vall en la qual s'estén el districte s'anomenava Sadabat i l'utilitzava la cort otomana per caçar i muntar a cavall. A la vall hi havia camps de tulipes i, a la primavera, la gent es reunia aquí per celebrar casaments, entre altres esdeveniments. En l'últim període de l'Imperi, s'havia dessecat la conca de la vall i s'havien construït cases de vacances.
La fàbrica otomana de pólvora va ser la primera activitat industrial de la vall i es remunta a l'època de Baiazet II. A partir de llavors, es van instal·lar a Kathane nombroses fàbriques, molins de farina, i fins i tot fàbriques de paper. A causa de la distància de la ciutat, no va estar gaire poblat fins a finals del segle xx.
El major creixement de Kağıthane es va produir a partir dels anys 1950, amb l'arribada d'immigrants procedents d'Anatòlia que va arribar per treballar a les fàbriques, tallers i obres. Van construir petites cases en ambdós costats de la vall de forma descontrolada, per la qual cosa les fortes pluges inunden gran part dels habitatges.
El districte va ser un important centre de suport a l'esquerra política durant la violència política dels anys 1970.
A partir dels anys 1970, es van començar a construir edificis de formigó de sis plantes per acollir a les generacions posteriors dels immigrants.

## Divisió administrativa

### Mahalleler
Çağlayan  ·  Çeliktepe  ·  Emniyet  ·  Gültepe  ·  Gürsel  ·  Hamidiye  ·  Harmantepe  ·  Hürriyet  ·  Mehmet Akif Ersoy  ·  Merkez  ·  Nurtepe  ·  Ortabayır  ·  Sanayi  ·  Seyrantepe  ·  Şirintepe  ·  Talatpaşa  ·  Telsizler  ·  Yahya Kemal  ·  Yeşilce